# دنباله لوکاس

دنباله لوکاس

ادوارد لوکاس دانشمند فرانسوی سده نوزدهم اولین نفری بود که دنباله عددی زیر را به فیبوناتچی نسبت داد که دنباله لوکاس (Lucas sequence) نامیده شده‌است.
{\displaystyle 1,1,2,3,5,8,13,21,34,55,....}
با این حال ساده‌ترین دنباله دیگر که جمله عمومی آن با جمله عمومی دنباله فیبوناتچی برابر است و تفاوت در دو عدد اول این دنبالهاست، دنباله لوکاس نام  دارد که به صورت رشته عددی زیر است:
{\displaystyle 1,3,4,7,11,18,29,47,...}
و یا به عبارتی:
{\displaystyle L_{1}=1,L_{2}=3,L_{n+2}=L_{n+1}+L_{n},n\epsilon N}
این دنباله نزدیک‌ترین دنباله به دنباله فیبونانچی است.
نکته: دنباله لوکاس را به صورت زیر روی Z تعمیم می‌دهیم:
{\displaystyle L_{1}=1,L_{2}=3{\begin{cases}L_{n+2}=L_{n+1}+L_{n}&n\epsilon N\\L_{n}=L_{n+2}-L_{n+1}&n\epsilon z-N\end{cases}}}
آنگاه {\displaystyle L_{-n}=(-1)^{n}L_{n}}